# Brachymyrmex degener
Brachymyrmex degener é uma espécie de inseto do gênero Brachymyrmex, pertencente à família Formicidae. Possui duas subespécies, a padrão, grafada como B. degener degener, e B. degener niger, descrita por Forel em 1912.